# بورويل
بلدية بورويل (بالإسبانية: Borriol)‏، هي إحدى بلديات مقاطعة كاستيلون التي تقع في منطقة بلنسية، في شرق إسبانيا.
يبلغ عدد سكانها 4.478 نسمة وفقاً لإحصائية سنة (2006).